# Cidaris rugosa
Cidaris rugosa är en sjöborreart. Cidaris rugosa ingår i släktet Cidaris och familjen piggsvinssjöborrar. Inga underarter finns listade i Catalogue of Life.